# Kévin Gameiro
Kévin Gameiro (Senlis, 9 de maig del 1987) és un exfutbolista professional francès que jugava com a davanter, i la seva influència es pot estendre als extrems i a l'espai buit de darrere del davanter centre. Gameiro és descrit com un "un jugador ràpid, enèrgic, i amb bona capacitat de regat", que compensa el seu cos relativament lleuger.
Futbolistes com Julian Alvarez poden servir de referència en el seu estil de joc mes explosiu, on,  equips amb estils de joc mes verticals i/o al contraatac beneficien molt les seves capacitats.

## Trajectòria esportiva
El 14 de maig de 2014, va jugar com a suplent la final de l'Europa League que el Sevilla va guanyar al Benfica a Torí.
L'11 d'agost de 2015 va jugar com a titular, i va marcar un gol de penal al partit de la Supercopa d'Europa 2015, a Tbilisi, en què el Sevilla va perdre contra el FC Barcelona per 4 a 5.
El maig de 2016 va disputar com a titular el partit que va fer que el Sevilla guanyés la seva cinquena Lliga Europa, tercera consecutiva, a Sankt Jakob-Park, contra el Liverpool FC (3 a 1 pels sevillistes). Gameiro va marcar el gol de l'empat sevillista, que va permetre posteriorment remuntar la final.
La temporada 2016-17 va fitxar per l'Atlètic de Madrid per un cost de 35 milions d'euros, on va marcar 28 gols en 82 partits per al club madrileny. L'any 2018 va fitxar pel València CF de La Liga. A Mestalla va guanyar la Copa del Rei 2018-19 contra el FC Barcelona, on va marcar un gol decisiu a la final per imposar-se 1-2 contra el club blaugrana
Actualment Kevin Gameiro juga al Racing Strasbourg club on va començar la seva carrera com a futbolista professional.

## Palmarès
Paris Saint-Germain
- 1 Lliga francesa: 2012-13

Sevilla FC
- 3 Lliga Europa de la UEFA: 2013-14, 2014-15 i 2015-16

Atlético de Madrid
- 1 Lliga Europa de la UEFA: 2017-18.

València CF
- 1 Copa del Rei: 2018-19.